# Kučuk Mohamed
Kučuk Mohamed ali Kiči Mohamed je bil zadnji kan Zlate horde, ki je vladal leta 1428, 1432-1440 in 1446-1459, * 28. junij 1391, †  1459.
V virih se omenja tudi kot Mohamed mlajši, da bi se razlikoval od Ulu Mohameda (Mohamed starejši).

## Družina
Kučuk Mohamed je imel sinova:
- Ahmeda bin Kučuka, naslednika in kana Velike horde
- Mahmuda bin Kučuka, kana Velike horde in ustanovitelja Astrahanskega kanata

## Sklic
1. ↑  Max Fram (3. marec 2016). The Motherland of Elephants. Lulu.com. str. 339. ISBN 978-1-326-55408-8.

| Kučuk Mohamed Bordžigini (1206–1635) |                             |                            |
| Vladarski nazivi                     |                             |                            |
| Predhodnik: Ulu Mohamed              | Kan Zlate horde 1428 – 1459 | Naslednik: Ahmed bin Kučuk |